# 楊寶蓮
楊寶蓮（英語：Pauline Yeung；1986年—），曾任香港政府財經事務及庫務局政治助理，之前是團結香港基金高級研究員，主力進行藝術、文化方面研究。
楊寶蓮亦曾在多家金融機構任職，包括摩根士丹利亞洲有限公司和香港金融管理局，負責研究項目。

## 簡歷
楊寶蓮是中韓混血兒，她除中、英文外，亦能說日文及韓文，而且能說流利普通話。畢業於拔萃女書院，是2003年會考唯一一個文科十優狀元。2003年中國首位成功往返太空的太空人楊利偉訪港，楊寶蓮在有關活動中擔任主持。
其後於美國普林斯頓大學取得公共及國際關係學士學位及牛津大學交換生。
2020年4月26日，楊寶蓮在社交網站宣佈辭職。政府發言人於翌日回覆傳媒查詢時表示，楊寶蓮正在休假，於5月26日正式離任。